# Pinkerton (album)
Pinkerton là album phòng thu thứ hai của ban nhạc rock Mỹ Weezer, phát hành ngày 24 tháng 9 năm 1996 qua DGC Records. Sau khi từ bỏ ý định làm một rock opera tên Songs from the Black Hole, Weezer thu album mới mỗi khi Rivers Cuomo có khoảng nghỉ cuối học kỳ ở đại học Harvard, nơi anh sáng tác phần lớn album.
Nhằm có được âm thanh giống lúc biểu diễn trực tiếp, Weezer tự sản xuất Pinkerton, tạo nên một bầu không khí thô ráp, đen tối hơn so với album đầu tay năm 1994. Phần lời Cuomo viết bày tỏ sự thất tín với lối sống "rock"; tên album lấy từ tên nhân vật BF Pinkerton, kẻ mà Cuomo mô tả là "asshole American sailor similar to a touring rock star", trong vở opera năm 1904 Madama Butterfly của Giacomo Puccini. Như với vở opera, album nhắc đến một số điều trong nền văn hóa Nhật Bản.
Có ba đỉa đơn trích ra từ Pinkerton: "El Scorcho", "The Good Life", và "Pink Triangle". Album ra mắt ở vị trí 19 trên US Billboard 200. Dù ban đầu nhận phản ứng trái chiều từ giới phê bình, Pinkerton dần tạo dựng cult status và được ca ngợi trong những năm sau phát hành, để rồi nhận chứng nhận bạch kim năm 2016.

## Bối cảnh

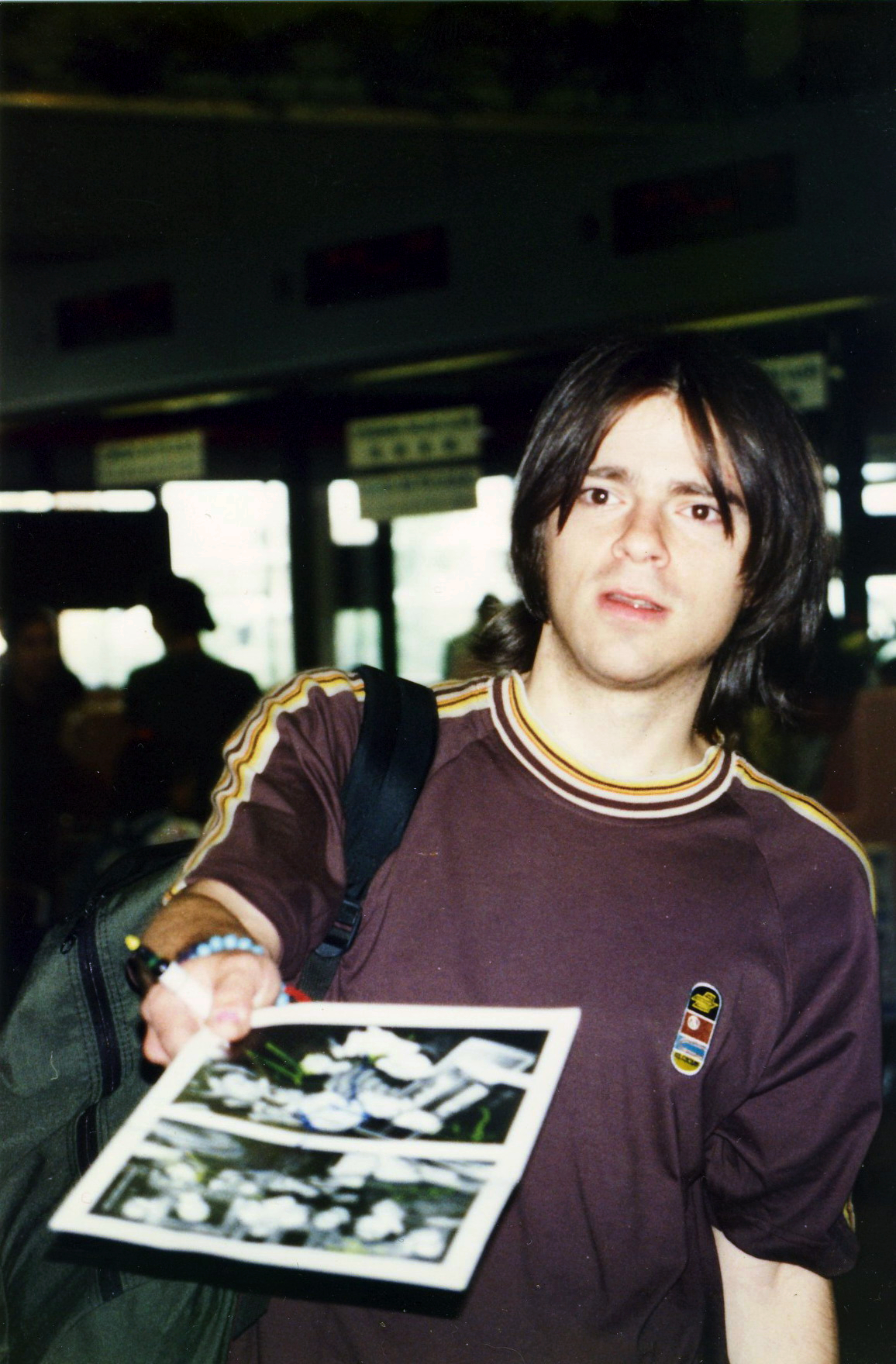
Cảm xúc của trưởng nhóm Rivers Cuomo với sự thành công "rock and roll" ảnh hưởng lên quá trình sáng tác Pinkerton.

Năm 1994, sau thành công với album đầu tay, Weezer tạm ngưng lưu diễn trong lễ Giáng Sinh. Ở quê nhà Connecticut, trưởng nhóm và tay viết nhạc Rivers Cuomo bắt đầu chuẩn bị nguyên liệu cho album tiếp theo của Weezer với một máy thu 8-track. Ý tưởng ban đầu là một rock opera khoa học viễn tưởng tên Songs from the Black Hole thể hiện cảm xúc trái chiều của Cuomo về thành công. Weezer dần hình thành Songs from the Black Hole trong những buổi thu rời rạc suốt năm 1995.
Tháng 3 năm 1995, Cuomo, người từ lúc sinh ra đã có một chân ngắn một chân dài, đã phẫu thuật nhằm kéo dài chân phải, theo đó là những buổi vật lý trị liệu đau đớn. Điều này ảnh hưởng đến việc viết nhạc, do anh phải dành thời gian dưỡng thương, phải chống nạng khi đi, đồng thời sử dụng thuốc giảm đau. Cũng trong thời gian này, Cuomo đăng ký học nhạc cổ điển đại học Harvard với lá thư đăng ký kể đến sự thất vọng với lối sống rock:
Fan hỏi tôi mãi rằng là rock star thì thế nào. Tôi có thể dứt khoát rằng họ chỉ mơ tưởng thôi, giống tôi từng mơ, khi tôi còn nhỏ, về việc đứng trên thế giới với một nhóm rock. Tôi nói với họ điều tôi cũng nói với bất kỳ người sắp thành rock star nào... Bạn sẽ cô đơn đấy. Bạn sẽ gặp hai trăm người mỗi tối, nhưng mỗi cuộc nói chuyện chỉ dài đâu 30 giây, còn nội dung thì về việc bạn thuyết phục họ [fan] rằng không, bạn chẳng muốn có quần lót của họ. Rồi bạn lần nữa cô đơn, trong căn phòng khách sạn. Hay bạn sẽ ở trên xe buýt, trong không gian chật hẹp, cố giết thời gian trong chín giờ đi đến thành phố kế tiếp, bất kể thành phố nào. Đây là cuộc sống của rock star.
Cuomo cảm thấy bức bối bởi "sự giới hạn của rock". Mỗi đêm khi ra sân khấu cùng Weezer, anh đều nghe vở opera Madama Butterfly (1904) của Giacomo Puccini; "chiều sâu của cảm xúc-nổi buồn-bi kích" truyền cảm hứng để anh đi xa hơn với âm nhạc. Đến tháng 5 năm 1996, lời viết của Cuomo đã trở nên "đen tối hơn, riêng tư và được phơi bày ra hơn, kém nhộn nhạo hơn", còn ý tưởng Songs from the Black Hole thì đã bị từ bỏ. Album thứ hai của Weezer thay vào đó gồm những bài hát mà Cuomo viết ở Harvard, kể lại sự cô đơn và bức bối, hay cái mà Cuomo gọi là "mặt tối" của mình.

## Bìa

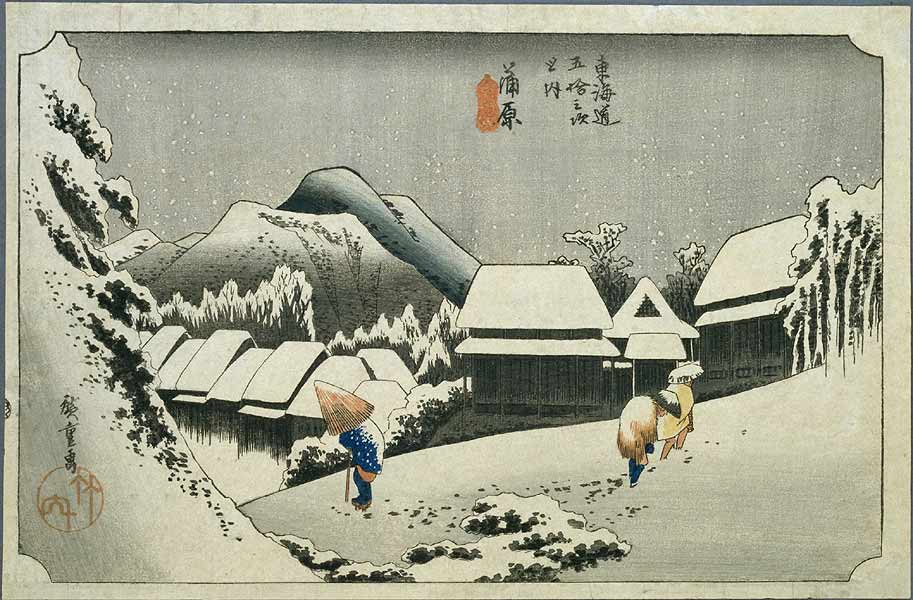
Bìa đĩa Pinkerton lấy từ một bức ukiyo-e của Hiroshige.

Bìa đĩa là tấm Kambara yoru no yuki ("Tuyết đêm ở Kambara"), bức tranh thứ 16 trong tập 53 trạm nghỉ của Tōkaidō nổi tiếng của họa sĩ ukiyo-e Hiroshige. Lời gốc tiếng Ý của Madama Butterfly được in trên CD Pinkerton.

## Tiếp nhận và đánh giá
| Đánh giá chuyên môn  | Đánh giá chuyên môn |
| Đánh giá ban đầu     | Đánh giá ban đầu    |
| Nguồn đánh giá       | Nguồn đánh giá      |
| Nguồn                | Đánh giá            |
| -------------------- | ------------------- |
| Entertainment Weekly | B                   |
| Los Angeles Times    | [ 12 ]              |
| NME                  | 7/10                |
| Pitchfork            | 7.5/10              |
| Q                    | [ 15 ]              |
| Rolling Stone        | [ 16 ]              |
| Spin                 | 7/10                |

Pinkerton ra mắt và đạt vị trí 19 trên bảng xếp hạng Billboard Hoa Kỳ, bán được 47.000 bản trong tuần đầu, thua xa doanh số của album trước, Weezer. Những đánh giá ban đầu trái chiều nhau. Jeff Gordinier của Entertainment Weekly chê lựa chọn tự sản xuất của Weezer, xem nhẹ album là "một tập hợp tiệc ca cho người sợ khoảng rộng". Rob O'Connor của Rolling Stone cho album 3/5 sao, cho rằng lời viết còn "trẻ dại", nhận định "Tired of Sex" "vô mục đích", nhưng khen "Butterfly" là "một món ngon thực sự, một khúc nhạc mộc nhẹ nhàng gợi lại vẻ đẹp xưa cũ, đau lòng của Big Star", kết luận "[bài hát là dấu hiệu] bên dưới dáng điệu thiếu niên mọt mẹt là một nghệ sĩ trên đường trưởng thành". Độc giả Rolling Stone bình chọn Pinkerton làm album tệ thứ ba năm 1996. Một số thính giả cảm thấy khó chịu với nội dung tình dục của phần lời; Melody Maker khen ngợi phần nhạc của Pinkerton', nhưng khuyên người nghe "lơ hoàn toàn phần lời đi."
Steve Appleford của Los Angeles Times viết rằng các ca khúc trong Pinkerton thường "lóng ngóng và vụng về, song thể hiện sự mong muốn dường như chân thành, mãnh liệt với tình dục và tình yêu." Ryan Schreiber of Pitchfork viết rằng "Pinkerton có lẽ hơi quá mức với những fan cuốn hút bởi cách sản xuất mượt mà và âm điệu dễ nghe trong đĩa nhạc đầu tay của các cậu này, nhưng nếu được trao cơ hội, nó có thể làm cả một số người ghét Weezer ngạc nhiên."

## Hậu danh
| Đánh giá chuyên môn           | Đánh giá chuyên môn |
| Đánh giá về sau               | Đánh giá về sau     |
| Nguồn đánh giá                | Nguồn đánh giá      |
| Nguồn                         | Đánh giá            |
| ----------------------------- | ------------------- |
| AllMusic                      | [ 26 ]              |
| American Songwriter           | [ 27 ]              |
| Entertainment Weekly          | A                   |
| Pitchfork                     | 10/10               |
| Rolling Stone                 | [ 30 ]              |
| The Rolling Stone Album Guide | [ 31 ]              |
| Tiny Mix Tapes                | [ 32 ]              |

Mặc cho đánh giá trái chiều của Pinkerton, trong những năm về sau doanh số album vẫn tăng dần đều, ngày một được khen ngợi cộng thêm cult status qua truyền miệng trên internet, để rồi cuối cùng được coi là một trong những album hay nhất của Weezer.
Cuomo xấu hổ trước sự tiếp nhận của Pinkerton cũng như bản chất tự thuật của lời bài hát. Tháng 8 năm 1997, anh viết rằng: "Đây là một năm khó khăn. Không chỉ bởi thế gian nói rằng Pinkerton chẳng đáng một xu, mà cả album Blue cũng vậy. Nó chỉ ăn hên thôi. Chỉ là nhờ cái video ["Buddy Holly"] thôi. Tôi là một nhạc sĩ ăn hại." Năm 2001, anh phát biểu với Entertainment Weekly: "Nó là một đĩa nhạc kinh tởm... Nó là một sai lầm đau đớn xảy ra trước hành trăm ngàn người và chỉ dần phát tán rộng hơn và chẳng chịu biến đi. Giống hệt việc say xỉn trong lúc tiệc để rồi moi hết chuyện mình ra kể trước mặt người ta, cảm thấy sung sướng nhẹ nhõm hết cỡ, để rồi thức dậy sáng hôm sau và nhận ra mình đã đóng vai thằng ngốc."
Sau chuyến lưu diễn cho Pinkerton, Sharp rời ban nhạc, còn Weezer ngưng hoạt động năm năm. Cuomo bắt đầu viết bài hát giản đơn hơn với phần lời kém cá nhân; anh phát biểu rằng hai album sau là Green Album (2001) và Maladroit (2002) "hết sức cố tình không phải về chính tôi. Không phải về thứ đang diễn ra trong đời tôi, chí ít theo nhận thức của tôi." Rolling Stone mô tả rằng thứ "power pop sạch trơn" của Green Album là "phản Pinkerton", với cả ảnh bìa và cách sản xuất đều gợi đến album đầu.
Pinkerton ngày càng được khen ngợi. Năm 2002, độc giả Rolling Stone bình chọn album làm album vĩ đại thứ 16 trong lịch sử. Năm 2004, Rolling Stone cho album bài đánh giá mới, tặng nó năm trên năm sao và đặt nó vào "Rolling Stone Hall of Fame". Năm 2005, Spin xếp nó ở số 61 trong danh sách 100 hay nhất từ năm 1985 đến 2005. Năm 2003, Pitchfork đặt Pinkerton ở số #53 trên danh sách "Top 100 Albums of the 1990s", cho nó điểm 10. Năm 2007, Drowned in Sound ca ngợi rằng đây là "album chia tay đỉnh cao, album tình đơn phương hay nhất và tập hợp cảm xúc lẫn lộn tuyệt vời nhất từng được ghi lại!" Guitar World xếp nó ở số #76 trong danh sách "Top 100 Guitar Albums of All-Time". Cả AllMusic lẫn Tiny Mix Tapes đều cho nó điểm tuyệt đối. Bản tái phát hành "Deluxe Edition" năm 2010 đạt điểm 100/100 trên trang Metacritic.

Năm 2008, Cuomo nghĩ lại về album, nói: "Pinkerton hay. Nó cực kỳ sâu sắc, dũng cảm và chân thực. Khi nghe nó, tôi có thể thấy mình thực sự chuyên tâm khi tôi viết và thu nhiều trong số những bài hát đó." Năm 2010, Bell phát biểu với The Aquarian Weekly: "Pinkerton chắc hẳn gây dựng sự sống cho riêng nó và trở nên thành công hơn, được chấp nhận hơn... Là nghệ sĩ, bạn nhất định phải làm điều bạn tin lúc đó, mặc kệ nó có được chấp nhận hay không. Bạn phải tiếp tục với nó." Năm 2015, sau khi tái phát hành Pinkerton và hoàn tất tour "Memories", khi mà Weezer biểu diễn toàn bộ Blue và Pinkerton, Cuomo nói:
Cảm giác học lại những bài hát ấy, hát chúng mỗi tối, tập lại chúng cùng đồng đội, và rồi đến một chỗ khá nhỏ với chỉ 1.000 fan Weezer cứng nhất và nghe họ hát từng âm tiết, xem họ giả bộ đánh mọi đoạn trống fill thật khác biệt với điều chúng tôi làm những năm trước đó... Cảm giác thật tuyệt khi được fan công nhận, vì album thật sự cá nhân và là nguồn cơn đau đớn trong nhiều năm.
Năm 2009, Pinkerton đã bán được hơn 852.000 tại Mỹ và được chứng nhận vàng. Nó được chứng nhận bạch kim năm 2016, gần 20 năm sau phát hành.

### Danh hiệu
Pinkerton góp mặt trong nhiều danh sách "hay nhất".
| Công bố           | Quốc gia    | Danh hiệu                                                             | Năm  | Hạng |
| ----------------- | ----------- | --------------------------------------------------------------------- | ---- | ---- |
| Magnet            | Hoa Kỳ      | Top 60 Albums 1993–2003                                               | 2003 | #17  |
| Spin              | Hoa Kỳ      | 100 Greatest Albums, 1985–2005                                        | 2005 | #61  |
| The Movement      | New Zealand | The 101 Best Albums of the 90s                                        | 2004 | #12  |
| Pitchfork         | Hoa Kỳ      | Top 100 Albums of the 1990s                                           | 2003 | #53  |
| Guitar World      | Hoa Kỳ      | Top 100 Guitar Albums of All-Time                                     | 2005 | #76  |
| Rolling Stone     | Hoa Kỳ      | 100 Greatest Albums of the '90s                                       | 2010 | #48  |
| Alternative Press | Hoa Kỳ      | One of the 10 Essential Albums of 1996 ("Class Reunion of '96" issue) | 2006 | N/A  |

## Danh sách bài hát
Tất cả các ca khúc được viết bởi Rivers Cuomo.
| STT              | Nhan đề           | Thời lượng |
| ---------------- | ----------------- | ---------- |
| 1.               | "Tired of Sex"    | 3:01       |
| 2.               | "Getchoo"         | 2:52       |
| 3.               | "No Other One"    | 3:01       |
| 4.               | "Why Bother?"     | 2:08       |
| 5.               | "Across the Sea"  | 4:32       |
| 6.               | "The Good Life"   | 4:17       |
| 7.               | "El Scorcho"      | 4:03       |
| 8.               | "Pink Triangle"   | 3:58       |
| 9.               | "Falling for You" | 3:47       |
| 10.              | "Butterfly"       | 2:53       |
| Tổng thời lượng: | Tổng thời lượng:  | 34:36      |

### Ấn bản deluxe
| Bài hát đi kèm đĩa một | Bài hát đi kèm đĩa một                                            | Bài hát đi kèm đĩa một |
| STT                    | Nhan đề                                                           | Thời lượng             |
| ---------------------- | ----------------------------------------------------------------- | ---------------------- |
| 11.                    | "You Gave Your Love to Me Softly"                                 | 1:57                   |
| 12.                    | "Devotion"                                                        | 3:11                   |
| 13.                    | "The Good Life" (radio remix)                                     | 4:08                   |
| 14.                    | "Waiting on You"                                                  | 4:13                   |
| 15.                    | "I Just Threw out the Love of My Dreams"                          | 2:39                   |
| 16.                    | "The Good Life" (live and acoustic)                               | 4:40                   |
| 17.                    | "Pink Triangle" (radio remix)                                     | 4:02                   |
| 18.                    | "I Swear It's True"                                               | 3:19                   |
| 19.                    | "Pink Triangle" (live and acoustic)                               | 4:18                   |
| 20.                    | "Interview – 107.7 The End – Blue vs. Pinkerton" (unlisted track) | 1:32                   |

| Đĩa hai | Đĩa hai                                         | Đĩa hai               | Đĩa hai    |
| STT     | Nhan đề                                         | Sáng tác              | Thời lượng |
| ------- | ----------------------------------------------- | --------------------- | ---------- |
| 1.      | "You Won't Get With Me Tonight"                 |                       | 3:29       |
| 2.      | "The Good Life" (live at Y100 Sonic Session)    |                       | 4:37       |
| 3.      | "El Scorcho" (live at Y100 Sonic Session)       |                       | 4:07       |
| 4.      | "Pink Triangle" (live at Y100 Sonic Session)    |                       | 4:10       |
| 5.      | "Why Bother?" (live at Reading Festival 1996)   |                       | 2:18       |
| 6.      | "El Scorcho" (live at Reading Festival 1996)    |                       | 4:09       |
| 7.      | "Pink Triangle" (live at Reading Festival 1996) |                       | 4:52       |
| 8.      | "The Good Life" (live at X96)                   |                       | 4:13       |
| 9.      | "El Scorcho" (live and acoustic)                |                       | 4:26       |
| 10.     | "Across the Sea Piano Noodles"                  |                       | 0:38       |
| 11.     | "Butterfly" (alternate take)                    |                       | 2:48       |
| 12.     | "Long Time Sunshine"                            |                       | 4:17       |
| 13.     | "Getting Up and Leaving"                        | Cuomo, Patrick Wilson | 3:28       |
| 14.     | "Tired of Sex" (tracking rough)                 |                       | 2:58       |
| 15.     | "Getchoo" (tracking rough)                      |                       | 2:57       |
| 16.     | "Tragic Girl"                                   |                       | 5:26       |

## Nhân sự
Lấy từ booklet đính kèm album.
Weezer
- Rivers Cuomo – guitar, hát, keyboard, xylophone
- Patrick Wilson – trống
- Brian Bell – guitar, hát nền
- Matt Sharp – bass, hát nền
- Karl Koch – bộ gõ trong "Butterfly"

Sản xuất
- Joe Barresi – kỹ thuật
- Billy Bowers – kỹ thuật
- Jim Champagne – kỹ thuật
- David Dominguez – kỹ thuật
- Greg Fidelman – kỹ thuật
- Dave Fridmann – kỹ thuật
- Hiroshige – bìa đĩa
- Rob Jacobs – kỹ thuật
- Spike Jonze – photography
- Adam Kasper – kỹ thuật
- Karl Koch – webmaster
- George Marino – master
- Dan McLaughlin – kỹ thuật
- Shawn Everett – kỹ thuật, phối khí
- Clif Norrell – kỹ thuật
- Jack Joseph Puig – kỹ thuật, mixing
- Jim Rondinelli – kỹ thuật
- Janet Wolsborn – trợ lý nghệ thuật

## Xếp hạng

### Album
| Chart                                    | Peak position |
| ---------------------------------------- | ------------- |
| Album Úc (ARIA)                          | 38            |
| Album Áo (Ö3 Austria)                    | 41            |
| Canada requires value for chartid=       | 15            |
| Album Hà Lan (Album Top 100)             | 94            |
| Album Đức (Offizielle Top 100)           | 65            |
| Album Phần Lan (Suomen virallinen lista) | 35            |
| Album New Zealand (RMNZ)                 | 11            |
| Album Na Uy (VG-lista)                   | 18            |
| Album Thụy Điển (Sverigetopplistan)      | 4             |
| Album Anh Quốc (OCC)                     | 43            |
| Album Hoa Kỳ Billboard 200               | 17            |

### Đĩa đơn
| 1996 | "El Scorcho"    | 19 | 10 | 18 |
| 1996 | "The Good Life" | 32 | –  | –  |
| 1997 | "Pink Triangle" | –  | –  | –  |